# Rhomboptila cajanuma
Rhomboptila cajanuma är en fjärilsart som beskrevs av Paul Dognin 1892. Rhomboptila cajanuma ingår i släktet Rhomboptila och familjen mätare. Inga underarter finns listade.